# Йоасаф Хотунцевський
Йоасаф Хотунцевський (*після 1715 — †29 квітня 1759, Новгород) — проповідник, ректор Московської слов'яно-греко-латинської академії, єпископ Кексгольмський і Ладозький Відомства православного сповідання Російської імперії.

## Біографія
Вищу освіту здобув у Києво-Могилянській академії: кінець 20-х — 30-ті роки XVIII століття. Після закінчення КМА прийняв чернечий постриг.
У 1739 році примусово емігрує на Московщину у сані ієродиякона працював в Московській слов'яно-греко-латинській академії проповідником.
У 1741 — екзаменатор ставлеників Крутицької єпархії, а наприкінці 1742 призначений головою духовної місії на Камчатці, де залишався до 1749 року. Займався місіонерською діяльністю. Особисто навернув до православ'я і охрестив 4719 чоловік, написавши для них щось на зразок катехізису «Сила Божественаго ученія вкратце начертанная». Займався церковним будівництвом, У 1746 році подав до синоду проект спорудження трьох церков уздовж берега Пенжинської губи: Вознесенської на р. Ічі в Ічівському острозі, Христорождественської по р. Тигіль у Тигільській фортеці та третьої на березі р. Ука. Одночасно подав прохання про призначення священиків до тих церков. У 1748 році обидва подання затверджено синодом.
Хотунцевський відкрив для новохрещених дітей на Камчатці три школи: Большорецьку, Верхньокамчатську і Нижньокамчатську, в яких навчалось 203 учні.
У 1754 році його призначено ректором і професором богослов'я Московської слов'яно-греко-латинської академії й архімандритом Московського Заіконоспаського монастиря.
У вересні 1755 році звільнено з професорської посади «за немаловременные труды в Камчатке», але до 1757 Хотунцевський залишався ректором.
У 1757—1758 роках його переведено на архімандрита Московського Високо-Петровського монастиря.
У 1758 висвячено на єпископа Кексгольмського і Ладозького та призначено Новгородським вікарієм.
З 1758 — настоятель Новгородського Юріївського монастиря, де помер і був похований.